# Damián Uribe Cárdenas
Damián del Carmen Uribe Cárdenas; (Coronel, 2 de octubre de 1909 - Santiago, 15 de febrero de 1994). Obrero minero, dirigente sindical y político comunista chileno. Hijo de Manuel Uribe y Petronila Cárdenas. Contrajo matrimonio en 1937 con Alejandrina de Dios Reyes Figueroa.
Fue minero; trabajó como obrero en las minas de carbón de la zona de su ciudad natal. Fue dirigente del sindicato donde trabajaba, y en 1939 fue secretario general de la Federación de Sindicatos Mineros de Arauco.
Militó en el Partido Progresista Nacional, nombre que llevó el Partido Comunista durante el período de clandestinidad por aplicación de una ley de 1932 (anterior a la Ley de Defensa Permanente de la Democracia y a la Ley de Seguridad del Estado).
Diputado por la 17.ª agrupación departamental de Concepción, Talcahuano, Tomé, Yumbel y Coronel (1941-1945). Integró la comisión permanente de Agricultura y Colonización.
Nuevamente elegido Diputado por la misma agrupación (1945-1949), fue miembro de la comisión de Economía y Comercio.